# 4004 Listʹev
4004 Listʹev је астероид главног астероидног појаса чија средња удаљеност од Сунца износи 3,096 астрономских јединица (АЈ).
Апсолутна магнитуда астероида је 12,0.